# Municipio de Fairfield (Dakota del Sur)
El municipio de Fairfield (en inglés: Fairfield Township) es un municipio ubicado en el condado de Beadle en el estado estadounidense de Dakota del Sur. En el año 2010 tenía una población de 91 habitantes y una densidad poblacional de 0,96 personas por km².

## Geografía
El municipio de Fairfield se encuentra ubicado en las coordenadas 44°30′6″N 98°16′31″O / 44.50167, -98.27528. Según la Oficina del Censo de los Estados Unidos, el municipio tiene una superficie total de 95.21 km², de la cual 95,21 km² corresponden a tierra firme y (0 %) 0 km² es agua.

## Demografía
Según el censo de 2010, había 91 personas residiendo en el municipio de Fairfield. La densidad de población era de 0,96 hab./km². De los 91 habitantes, el municipio de Fairfield estaba compuesto por el 100 % blancos. Del total de la población el 2,2 % eran hispanos o latinos de cualquier raza.